# Kim Min-soo (baloncestista)
Kim Min-soo (nacido como Julián Fausto Fernández Kim; Lanús, Argentina, 16 de enero de 1982) es un ex-baloncestista argentino-surcoreano. Hijo de un padre argentino y de una madre surcoreana, desarrolló la mayor parte de su carrera en el baloncesto competitivo de Corea del Sur, llegando a actuar también para la selección nacional de ese país.

## Trayectoria
Kim aprendió a jugar al baloncesto en el club Olimpo de la ciudad de Lanús. Pasó luego al Social Lanús, donde a partir de 1998 comenzó a actuar con el equipo superior que disputaba los torneos regionales correspondientes a la cuarta y a la quinta categoría del baloncesto competitivo argentino. 
En 2002 fue reclutado por representantes de la Universidad de Kyung Hee, quienes le ofrecieron una beca para estudiar en Corea del Sur y jugar con el equipo de la institución en los campeonatos universitarios. 
Ya nacionalizado surcoreano, Kim entró al draft de la KBL en 2008, siendo seleccionado por el Seoul SK Knights. Con ese club jugó hasta 2021, interviniendo en 533 partidos de la KBL donde promedió 10.2 puntos, 4.5 rebotes y 1.2 asistencias por juego. Su máximo logro con el Seoul SK Knights fue la conquista del campeonato en la temporada 2017-18 de la KBL.

### Equipos
| Club                     | País          | Año         |
| ------------------------ | ------------- | ----------- |
| Social Lanús             | Argentina     | 1998 - 2002 |
| Universidad de Kyung Hee | Corea del Sur | 2002 - 2008 |
| Seoul SK Knights         | Corea del Sur | 2008 - 2021 |

## Selección nacional
Kim comenzó a jugar para la selección de baloncesto de Corea del Sur a partir de 2006. El torneo más importante de los que participó con el equipo nacional fue el Campeonato FIBA Asia de 2007, donde los surcoreanos terminaron ubicados en el tercer puesto.